# 奧佐爾庫夫

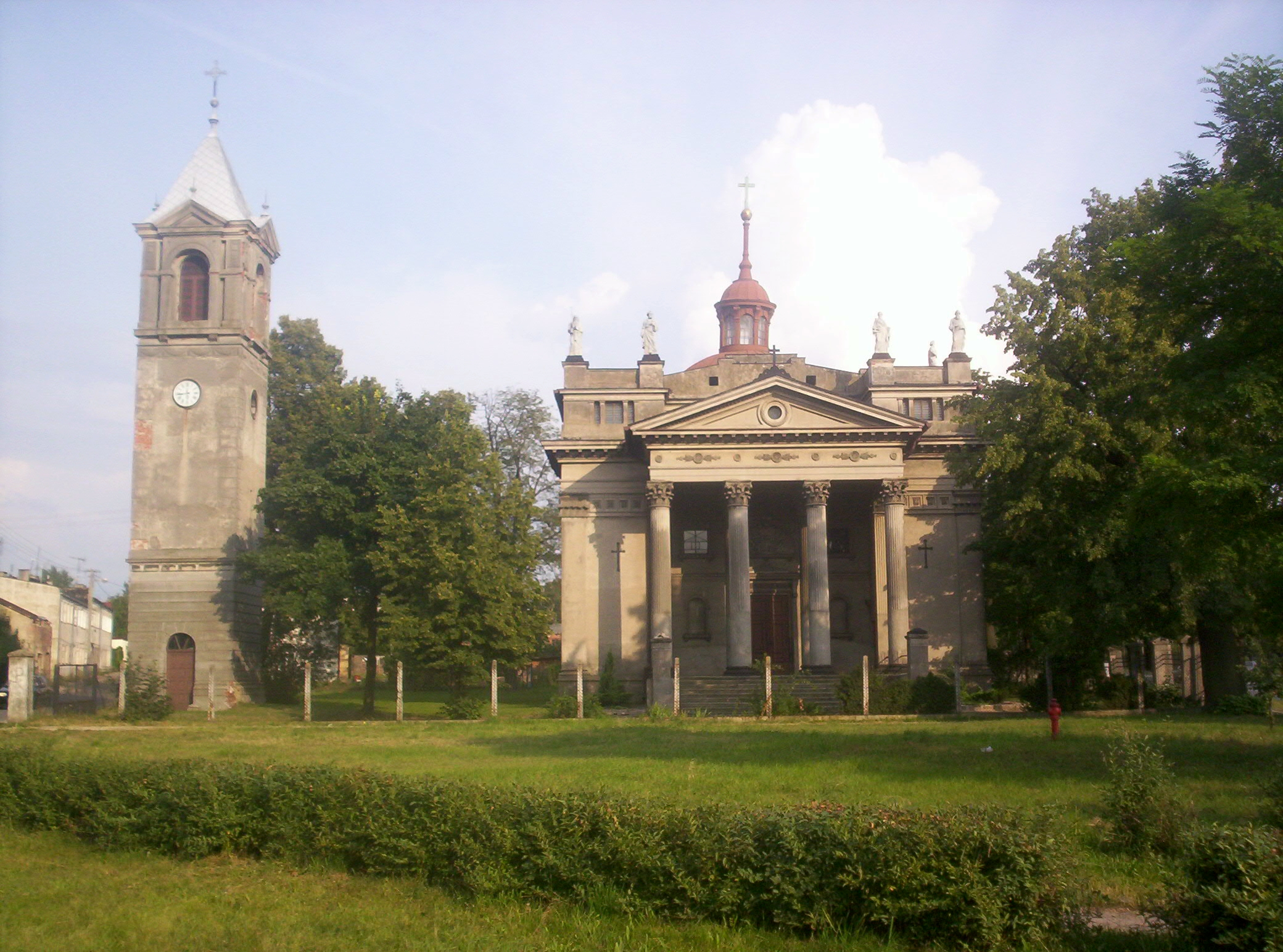

奧佐爾庫夫是波蘭的城鎮，位於該國中部，距離首府羅茲20公里，由羅茲省負責管轄，面積15.47平方公里，最高點海拔高度155米，2006年人口20,571。第二次世界大戰期間，納粹德國在1943至1945年期間佔領該鎮。

## 外部連結
- Ozorków.net - Miasto i Gmina Ozorków （页面存档备份，存于）
- Oficjalna strona Gminy Ozorków
- OzoGaleria - pictures gallery from Ozorków

51°58′N 19°17′E / 51.967°N 19.283°E